# Sweetwater (1999)
Sweetwater är en amerikansk TV-film från 1999 i regi av Lorraine Senna, baserad på en sann historia.

## Handling
År 1969 uppmärksammades bandet Sweetwater efter deras framträdande på Woodstockfestivalen och fick uppträda i många TV-program. Men efter det stora genombrottet försvann de bara.
Trettio år senare läggs en TV-reporters show ner efter att hon varit drogpåverkad i sändning. Hon får välja mellan att bli av med jobbet eller att undersöka vad som hände med Sweetwater. Hon väljer det senare.

## Om filmen
Filmen blandar fakta med fiktion. 

## Rollista (i urval)
- Amy Jo Johnson – Nansi Nevins
- Kelli Williams – Cami Carlson
- Kurt Max Runte – Alex Del Zoppo
- Robert Moloney – Fred Herrera
- Nancy Moonves – Mrs. Nevins
- Adam Ant – Todd Badham
- Mark Murphy – Benny Hartman